# シヴァカールティケーヤン
シヴァカールティケーヤン（タミル語: சிவகார்த்திகேயன்、Sivakarthikeyan、1985年2月17日 - ）は、インドのタミル語映画で活動する俳優。これまでにタミル・ナードゥ州映画賞、エジソン賞、南インド国際映画賞、ヴィジャイ・アワードを受賞している。

## キャリア

### 2011年 - 2012年
大学時代に様々な文化活動に参加し、物真似やスタンダップコメディなどを舞台で経験した。シヴァカールティケーヤンは大学を3か月間休業していた際、友人たちに勧められてスター・ヴィジャイの『Kalakka Povathu Yaaru?』に出演した。その後は友人のアトリーが製作した短編映画『Mugapputhagam』『Identity』『Kurahl 786』『360°』などに出演し、『Aegan』では助演俳優として出演するが、最終的に登場シーンはカットされている。
2012年にパンディラージからオファーを受けて『Marina』に出演した。シヴァカールティケーヤンはパンディラージの指示に従いつつ、役作りのために映画の舞台となるマリーナ・ビーチに通い現地の環境をリサーチしているが、一方で「自分の元来のユーモアの才能をスクリーンで活かしたい」とも語っている。オーヴィヤーと共にカップル役を演じたシヴァカールティケーヤンの演技は好意的に評価され、「センディルナーダンの役柄は、シヴァ（シヴァカールティケーヤン）の等身大の姿であることを求められているが、この俳優にとっては実に簡単な要求だっただろう」と批評されている。
『Marina』に先立ち、シヴァカールティケーヤンは舞台での仕事に感銘を受けたアイシュワリヤー・ダヌシュから、彼女が製作する『3』でダヌシュ演じる主人公ラームの友人クマール役に起用された。彼は映画の中でコミックリリーフ的な役柄を演じ、批評家から好意的な評価を得ている。続けて出演した『Manam Kothi Paravai』では混合的な評価となったが、興行的には成功を収めた。『Behindwoods』は彼について、「シヴァカールティケーヤンには、彼が待ち望んでいる主役という名前の舞台は与えられないかも知れない。しかし、俳優としての彼の可能性は示すことができたと思われる」と批評している。

### 2013年 - 2019年

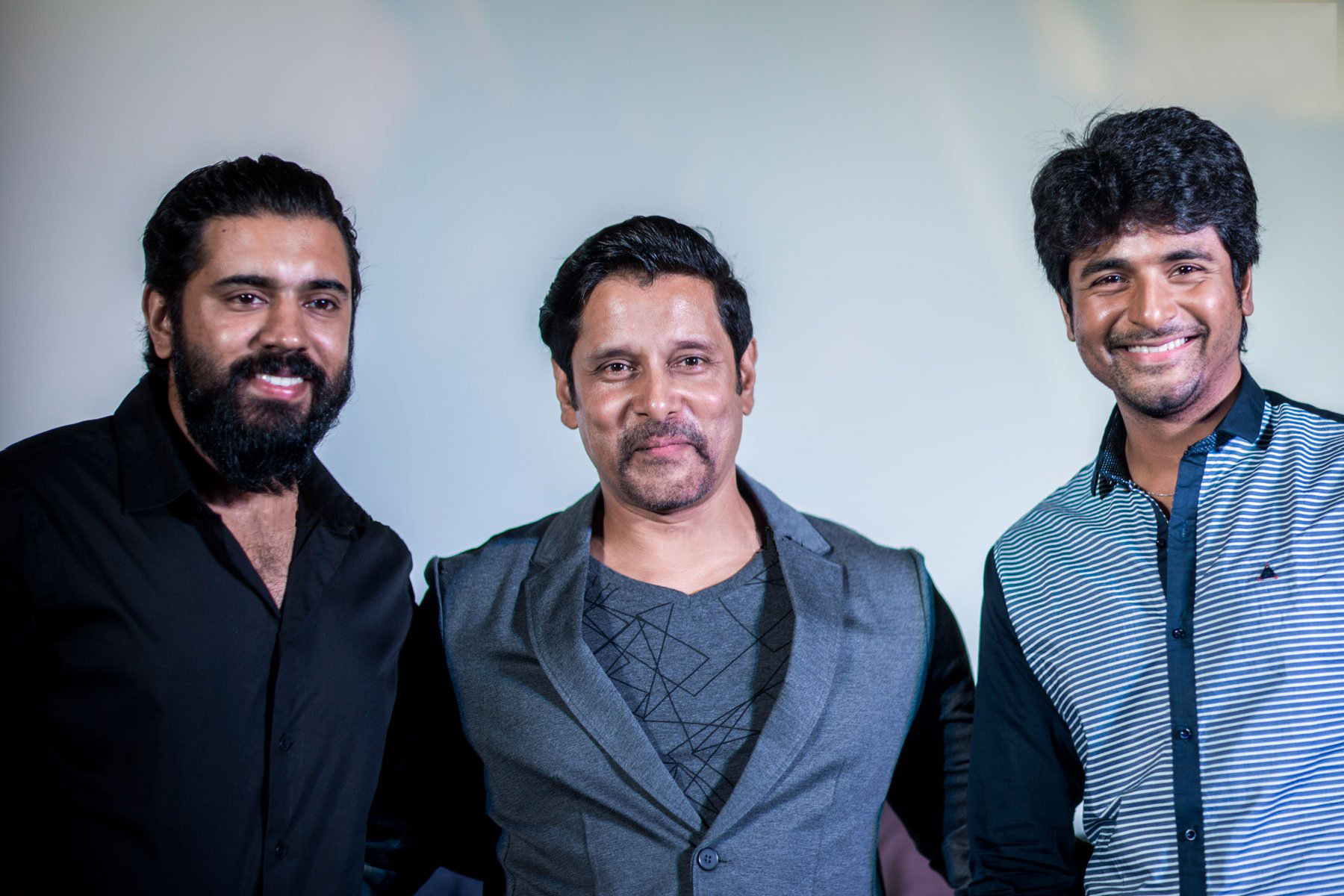
『Iru Mugan』のオーディオリリース・イベントに出席するシヴァカールティケーヤン、ヴィクラム、ニヴィン・ポーリー

2013年にパンディラージの『Kedi Billa Killadi Ranga』に出演した。同作ではヴィマルと共演し、ティルチラーパッリで撮影を行った。映画は批評家から好意的に評価され、興行的にも成功を収めた。ダヌシュがプロデュースした『Ethir Neechal』では、ランナーの才能を持つ青年役を演じ、彼がアイデンティティを確立する姿が描かれた。『Varuthapadatha Valibar Sangam』ではシュリー・ディヴィヤーと共演し、キャリアの中で初めて挿入曲の歌手を務めた。批評家からは好意的な評価を得ており、『Sify』はシヴァカールティケーヤンについて「シヴァカールティケーヤンのボースパンディ役は素晴らしい。彼は身振り手振り、目の動き、台詞回しでスクリーンの中にいるボースパンディの存在を信じ込ませてくれた」と批評している。同作の連続公開日数は100日間を記録し、当時のシヴァカールティケーヤンのキャリアの中で最大の興行収入を記録するヒット作となった。また、同作の演技でヴィジャイ・アワード エンターテイナー賞を受賞している。2014年はA・R・ムルガダースがプロデュースした『Maan Karate』に出演している。
2015年に『Kaaki Sattai』に出演し、ブラックマーケットでの臓器売買阻止を目指す警察官ラトナヴェール役を演じた。2016年にはポンラームの『ラジニムルガン』でキールティ・スレーシュと共演したが、公開日が延期したことで損害が発生したため、シヴァカールティケーヤンは出演料を受け取ることができなかった。続いて出演した『Remo』では、片思いの女性と親交を深めるために女性看護師に変装する青年役を演じている 。2017年には『Velaikkaran』でナヤンターラ、ファハド・ファーシルと共演し、食品の異物混入問題を題材にした同作は批評家から好意的に評価された。2018年にポンラームの『Seemaraja』でサマンタ、シムラン、ラール、スーリーと共演したが、批評家からの評価は混合的なものだった。同年12月には自身が経営する製作会社シヴァカールティケーヤン・プロダクションが手掛けた『私の夢、父の夢』で製作を務め、アイシュワリヤー・ラージェーシュ、サティヤラージと共演し、批評家からは高い評価を得ている。2019年は『Mr. Local』でナヤンターラと再び共演したが、批評家からは酷評された。同年8月には『私の夢、父の夢』をリメイクしたテルグ語映画『Kousalya Krishnamurthy』が公開され、『私の夢、父の夢』におけるシヴァカールティケーヤンの出演シーンが流用された。2019年はこのほかに『Namma Veettu Pillai』『Hero』に出演している。

### 2020年 - 現在
2020年は映画に出演せず、2021年の出演作は『Doctor』のみだった。同作は観客や批評家から高い評価を受け、興行収入は10億ルピーを記録し、シヴァカールティケーヤンのキャリアの中で初めて100カロール・クラブ入りを果たした。2022年は『Don』に出演し、観客や批評家から高い評価を受け、興行収入は10億ルピーを記録し、『Doctor』に続いて100カロール・クラブ入りを果たした。同年にはK・V・アヌディープの『Prince』の撮影に参加し、同時期に『マーヴィーラン 伝説の勇者』の撮影も開始した。同年10月に公開された『Prince』は酷評されたが、2023年に公開された『マーヴィーラン 伝説の勇者』は批評家から好意的な評価を得ている。

## 家族
2010年8月27日にアールティと結婚し、1男1女（息子グガン・ダース、娘アーラダーナ）をもうけた。アーラダーナは父が出演した『私の夢、父の夢』の挿入曲「Vaayadi Petha Pulla」に歌手として参加している。

## フィルモグラフィー

### 映画
| 年   | 作品                            | 役名                                                      | 備考                                                         | 出典   |
| ---- | ------------------------------- | --------------------------------------------------------- | ------------------------------------------------------------ | ------ |
| 2012 | Marina                          | センディルナーダン（ナーダン）                            |                                                              | [ 40 ] |
| 2012 | 3                               | クマラン（クマール）                                      |                                                              | [ 41 ] |
| 2012 | Manam Kothi Paravai             | カンナン                                                  |                                                              | [ 42 ] |
| 2012 | Oh My Friend                    | チャンドラキラン                                          | テルグ語映画。タミル語吹替版におけるシッダールトの吹き替え。 |        |
| 2013 | Kedi Billa Killadi Ranga        | パッタイ・ムルガン/ランガ・ムルガン                       |                                                              | [ 43 ] |
| 2013 | Ethir Neechal                   | ハリーシュ                                                |                                                              | [ 44 ] |
| 2013 | Varuthapadatha Valibar Sangam   | ボースパンディ                                            |                                                              | [ 45 ] |
| 2014 | Maan Karate                     | ピーター                                                  |                                                              | [ 46 ] |
| 2015 | Kaaki Sattai                    | マディマラン・ラトナヴェール                              |                                                              | [ 47 ] |
| 2015 | Vajrakaya                       | 本人役                                                    | カンナダ語映画。カメオ出演。                                 | [ 48 ] |
| 2016 | ラジニムルガン                  | ラジニムルガン/ボースパンディ                             |                                                              | [ 49 ] |
| 2016 | Remo                            | シヴァカールティケーヤン（SK）/レジーナ・モトワニ（レモ） |                                                              | [ 50 ] |
| 2017 | Velaikkaran                     | アリーヴァザガン（アリーヴ）                              |                                                              | [ 51 ] |
| 2018 | Seemaraja                       | シーマラージャー/カダンバヴェール・ラージャー             |                                                              | [ 52 ] |
| 2018 | 私の夢、父の夢                  | ネルソン・ディリップクマール                              | 特別出演。製作兼務。                                         | [ 53 ] |
| 2019 | Mr. Local                       | マノーハル                                                |                                                              | [ 54 ] |
| 2019 | Kousalya Krishnamurthy          | ネルソン・ディリップクマール                              | テルグ語映画。特別出演。                                     | [ 55 ] |
| 2019 | Namma Veettu Pillai             | アルンポン                                                |                                                              | [ 24 ] |
| 2019 | Hero                            | シャクティヴェール（シャクティ）                          |                                                              | [ 25 ] |
| 2019 | Nenjamundu Nermaiyundu Odu Raja |                                                           | 製作。                                                       |        |
| 2021 | Doctor                          | ヴァルン博士                                              | 製作兼務。                                                   | [ 56 ] |
| 2021 | Vaazhl                          |                                                           | 製作。                                                       |        |
| 2022 | Don                             | チャカラヴァルティー・ガネーサン（ドン）                  | 製作兼務。                                                   | [ 57 ] |
| 2022 | Prince                          | アンバラサン                                              |                                                              |        |
| 2023 | マーヴィーラン 伝説の勇者       | サティヤ                                                  |                                                              | [ 30 ] |
| 2024 | Ayalaan                         | タミズ                                                    |                                                              |        |

### テレビシリーズ
| 年   | 作品                            | 役名          | 放送局             | Notes      |
| ---- | ------------------------------- | ------------- | ------------------ | ---------- |
| 2007 | Kalakka Povathu Yaaru? Season 3 | 出場者        | スター・ヴィジャイ | 優勝。     |
| 2008 | Kalakkal Champions              | 出場者        | スター・ヴィジャイ |            |
| 2008 | Jodi Number One Season 3        | 出場者        | スター・ヴィジャイ | 準優勝。   |
| 2008 | Kana Kaanum Kaalangal           | 本人役        | スター・ヴィジャイ | 特別出演。 |
| 2008 | Kodambakkam Skool               | ビッラ        | スター・ヴィジャイ |            |
| 2009 | Boys vs Girls Season 1          | 出場者        | スター・ヴィジャイ |            |
| 2009 | Kana Kaanum Kaalangal           | 本人役        | スター・ヴィジャイ | 特別出演。 |
| 2009 | Adhu Idhu Edhu                  | 司会者        | スター・ヴィジャイ |            |
| 2009 | Super Singer Junior             | 司会者        | スター・ヴィジャイ |            |
| 2009 | Boys vs Girls Season 2          | 司会者/出場者 | スター・ヴィジャイ |            |
| 2010 | Jodi Number One Season 5        | 司会者        | スター・ヴィジャイ |            |
| 2010 | Airtel Super Singer Season 3    | 司会者        | スター・ヴィジャイ |            |
| 2010 | Jodi Number One Junior          | 司会者        | スター・ヴィジャイ |            |
| 2011 | 第5回ヴィジャイ・アワード授賞式 | 司会者        | スター・ヴィジャイ |            |
| 2011 | Kings of Comedy Season 1        | 司会者        | スター・ヴィジャイ |            |
| 2012 | 第6回ヴィジャイ・アワード授賞式 | 司会者        | スター・ヴィジャイ |            |

## ディスコグラフィー

### プレイバックシンガー
| 年   | 作品                          | 曲名                            | 作曲家                     | 備考         |
| ---- | ----------------------------- | ------------------------------- | -------------------------- | ------------ |
| 2013 | Varuthapadatha Valibar Sangam | "Varuthapadatha Valibar Sangam" | D・イマーン                |              |
| 2014 | Maan Karate                   | "Royapuram Peter"               | アニルド・ラヴィチャンダル |              |
| 2015 | Kaaki Sattai                  | "I'm So Cool"                   | アニルド・ラヴィチャンダル |              |
| 2015 | Mapla Singam                  | "Edhukku Machchan"              | N・R・ラグナンダン         | 劇場版のみ。 |
| 2016 | ラジニムルガン                | "Rajini Murugan"                | D・イマーン                |              |
| 2018 | 私の夢、父の夢                | "Vaayadi Petha Pulla"           | ディブ・ニナーン・トーマス |              |
| 2019 | Mr. Local                     | "Kalakkalu Mr. Localu"          | ヒップホップ・タミカ       |              |
| 2019 | Thumbaa                       | "Humpty Dumpty"                 | サントーシュ・ダヤニディ   |              |
| 2019 | Sixer                         | "Engavena Kochikinu Po"         | ギブラン                   |              |
| 2021 | Lift                          | "Inna Myluu"                    | ブリット・マイケル         |              |
| 2023 | Maaveeran                     | "Vannarapettayila"              | バーラティ・シャンカル     |              |

### 作詞家
| 年   | 作品                   | 曲名                 | 作曲家                       | 備考 |
| ---- | ---------------------- | -------------------- | ---------------------------- | ---- |
| 2018 | Kolamaavu Kokila       | "Kalyana Vayasu"     | アニルーダ・ラヴィチャンダル |      |
| 2019 | Gurkha                 | "Hey Poya"           | ラージ・アールヤン           |      |
| 2019 | Namma Veettu Pillai    | "Gaandha Kannazhagi" | D・イマーン                  |      |
| 2019 | Adithya Varma          | "Idhu Enna Maayamo"  | ラダーン                     |      |
| 2021 | Doctor                 | "Chellamma"          | アニルーダ・ラヴィチャンダル |      |
| 2021 | Doctor                 | "So Baby"            | アニルーダ・ラヴィチャンダル |      |
| 2021 | Naai Sekar             | "Edakku Modakku"     | アニルーダ・ラヴィチャンダル |      |
| 2022 | Etharkkum Thunindhavan | "Summa Surrunu"      | D・イマーン                  |      |
| 2022 | Beast                  | "Arabic Kuthu"       | アニルーダ・ラヴィチャンダル |      |
| 2022 | Don                    | "Private Party"      | アニルーダ・ラヴィチャンダル |      |

## 受賞歴

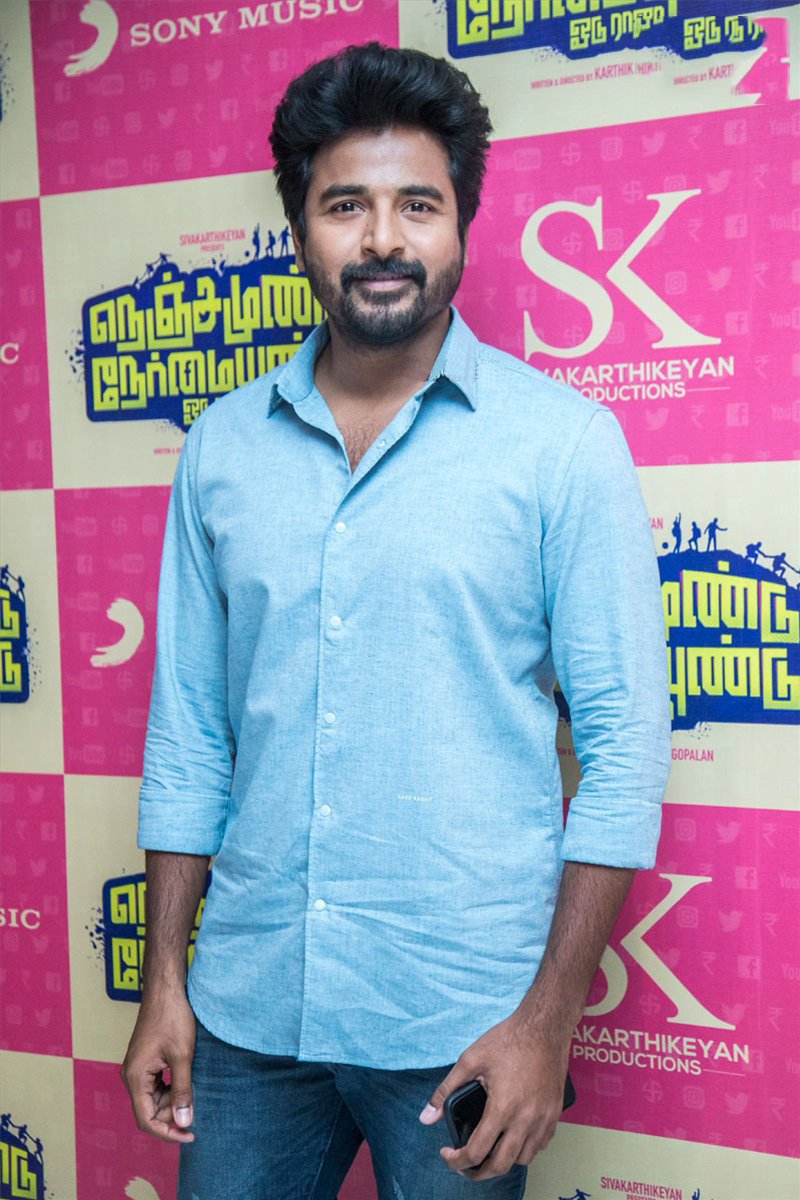
『Nenjamundu Nermaiyundu Odu Raja』のオーディオリリース・イベントに出席するシヴァカールティケーヤン

| 年                                   | 部門                             | 作品                              | 結果       | 出典          |
| 栄誉賞                               | 栄誉賞                           | 栄誉賞                            | 栄誉賞     | 栄誉賞        |
| ------------------------------------ | -------------------------------- | --------------------------------- | ---------- | ------------- |
| 2021年                               | カライマーマニ賞                 | N/A                               | 受賞       | [ 58 ]        |
| フィルムフェア賞 南インド映画部門    |                                  |                                   |            |               |
| 2024年                               | タミル語映画部門主演男優賞       | 『Maaveeran』                     | ノミネート | [ 59 ]        |
| 南インド国際映画賞                   |                                  |                                   |            |               |
| 2013年                               | タミル語映画部門新人男優賞       | 『Manam Kothi Paravai』           | ノミネート | [ 60 ]        |
| 2014年                               | タミル語映画部門主演男優賞       | 『Ethir Neechal』                 | 受賞       | [ 61 ]        |
| 2014年                               | センセーション賞                 | N/A                               | 受賞       | [ 61 ]        |
| 2017年                               | タミル語映画部門主演男優賞       | 『Remo』                          | 受賞       | [ 62 ]        |
| 2018年                               | タミル語映画部門主演男優賞       | 『Velaikkaran』                   | 受賞       | [ 63 ]        |
| 2021年                               | タミル語映画部門主演男優賞       | 『Namma Veettu Pillai』           | ノミネート | [ 64 ]        |
| 2022年                               | タミル語映画部門主演男優賞       | 『Doctor』                        | 受賞       | [ 65 ]        |
| 2024年                               | タミル語映画部門主演男優賞       | 『マーヴィーラン 伝説の勇者』     | ノミネート | [ 66 ] [ 67 ] |
| 2024年                               | タミル語映画部門審査員選出男優賞 | 『マーヴィーラン 伝説の勇者』     | 受賞       | [ 66 ] [ 67 ] |
| IIFAウトサヴァム                     |                                  |                                   |            |               |
| 2017年                               | タミル語映画部門主演男優賞       | 『ラジニムルガン』                | ノミネート | [ 68 ]        |
| 2024年                               | タミル語映画部門主演男優賞       | 『マーヴィーラン 伝説の勇者』     | ノミネート | [ 69 ]        |
| タミル・ナードゥ州映画賞             |                                  |                                   |            |               |
| 2012年                               | 特別賞                           | 『Marina』                        | 受賞       | [ 70 ]        |
| エジソン賞                           |                                  |                                   |            |               |
| 2013年                               | 有望男優賞                       | N/A                               | 受賞       |               |
| 2017年                               | エンターテイナー賞               | 『Remo』                          | 受賞       | [ 71 ]        |
| 2018年                               | 主演男優賞                       | 『Velaikkaran』                   | ノミネート | [ 72 ] [ 73 ] |
| 2018年                               | フェイバリット男優賞             | 『Velaikkaran』                   | 受賞       | [ 72 ] [ 73 ] |
| ヴィジャイ・アワード                 |                                  |                                   |            |               |
| 2013年                               | 新人男優賞                       | 『Marina』                        | ノミネート | [ 2 ]         |
| 2014年                               | エンターテイナー賞               | 『Kedi Billa Killadi Ranga』      | 受賞       | [ 74 ]        |
| 2014年                               | エンターテイナー賞               | 『Ethir Neechal』                 | 受賞       | [ 74 ]        |
| 2014年                               | エンターテイナー賞               | 『Varuthapadatha Valibar Sangam』 | 受賞       | [ 74 ]        |
| ヴィジャイ・テレビジョン・アワード   |                                  |                                   |            |               |
| 2014年                               | プライド・オブ・ヴィジャイTV賞   | N/A                               | 受賞       | [ 75 ]        |
| ピンクヴィッラ・スタイル・アイコン賞 |                                  |                                   |            |               |
| 2023年                               | エレガント・パーソナリティ賞     | N/A                               | 受賞       | [ 76 ]        |